# Чемпіонат Хмельницької області з футболу 2006
Чемпіонат Хмельницької області з футболу 2006 — чемпіонат Хмельницької області з футболу, який тривав з квітня по жовтень 2006 року.

## Команди-учасниці
У Чемпіонат Хмельницької області з футболу 2006 взяли участь 10 команд:
| Команда             | Місто                    | Місце в попер. ч-ті |
| ------------------- | ------------------------ | ------------------- |
| «Агробізнес»        | м. Волочиськ             | 1                   |
| «Бартнік-Горинь»    | м. Ізяслав               | 6                   |
| «Будфарфор»         | м. Славута               | 3                   |
| «Енергетик»         | м. Нетішин               | 4                   |
| «Іскра»             | смт Теофіполь            | 2                   |
| «Нива-Текстильник»  | м. Дунаївці              | 7                   |
| «Олімп-Університет» | м. Кам'янець-Подільський | 8                   |
| «Случ»              | м. Красилів              | 10                  |
| ФК «Полонь»         | м. Полонне               | 12                  |
| ФК «Случ»           | м. Старокостянтинів      | 9                   |

## Фінальна таблиця
| М  | Команда             | І  | В  | Н | П  | РМ    | О  |
| -- | ------------------- | -- | -- | - | -- | ----- | -- |
|    | «Будфарфор»         | 16 | 14 | 2 | 0  | 59−18 | 44 |
|    | «Іскра»             | 16 | 11 | 2 | 3  | 42−14 | 35 |
|    | «Агробізнес»        | 16 | 10 | 2 | 4  | 41−16 | 32 |
| 4  | «Олімп-Університет» | 16 | 7  | 4 | 5  | 14−18 | 25 |
| 5  | «Енергетик»         | 16 | 7  | 2 | 7  | 21−27 | 23 |
| 6  | «Нива-Текстильник»  | 16 | 6  | 2 | 8  | 27−28 | 20 |
| 7  | «Бартнік-Горинь»    | 16 | 5  | 2 | 9  | 28−39 | 17 |
| 8  | ФК «Случ»           | 16 | 2  | 2 | 12 | 15−51 | 8  |
| 9  | «Случ»              | 16 | 1  | 0 | 15 | 12−55 | 3  |
| 10 | ФК «Полонне»        | 0  | 0  | 0 | 0  | 0−0   | 0  |